# 2024년 대한민국 폭설
2024년 대한민국 폭설은  2024년 11월 26일부터 대한민국의 중부지방을 중심으로 발생한 폭설이다. 눈은 수분을 많이 포함한 무거운 습설이었다.

## 원인

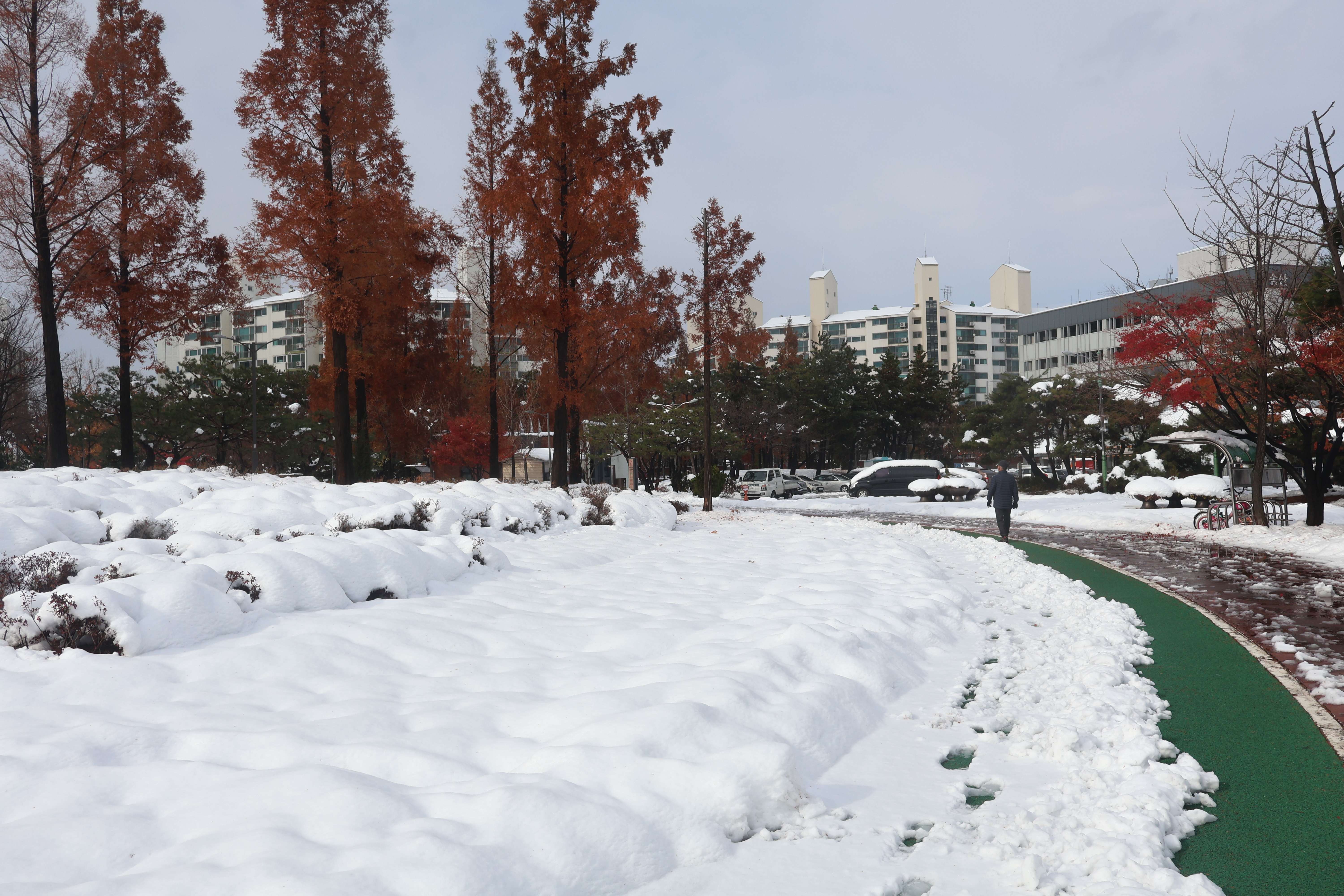
경기도 시흥시

이번 폭설은, 따뜻한 바다의 영향이 컸다. 여름과 가을 동안 따뜻하게 달궈진 서해 해수면 온도가 14~16도로 유지되면서 눈구름 형성의 원료가 되었고, 해수면 온도가 높아 만들어진 눈구름은 충청권이나 호남권으로 흐르지 않고, 한반도 북쪽에 형성된 절리저기압의 영향을 받아 수도권으로 이동하였다. 절리저기압은 대기 상층의 제트기류가 매우 구불구불하게 흐를 때 그 일부가 분리되면서 형성되는 것으로서, 매우 차고, 대기를 매우 불안정하게 하는 특성이 있다.
다른 원인으로는, 기후변화에 따른 해수온 상승이 지목되었다. 우진규 기상청 사무관은 "최근 한반도 인근 해수온이 증가하며 폭설을 유발했다”며 “뜨거워진 바다에서 나타나는 수증기가 눈을 만드는 주요한 원인이 됐고 수증기가 얼면서 눈이 내렸다”고 말했다.

## 경과

### 날짜별 경과

#### 11월 26일
대한민국 기상청은 26일 오후부터 눈이 내릴 것으로 예보하였다. 강원도는 26일 오후부터 눈이 쌓이며 28일까지 5~20㎝의 적설이 예보되었고, 수도권과 충청·전북 등도 26일 밤부터 눈이 올 것으로 예보하였다.
서울특별시는 오후 6시 제설 비상근무 1단계를 발령하였다. 또한, 골목길 및 급경사지에 비치된 제설함에 제설제와 장비를 미리 보충하여 일반인들도 쉽게 사용할 수 있도록 하였다.
강원특별자치도는 오후 10시부터 재난안전대책본부 비상 1단계를 가동하였으며, 도 및 각 시·군에서 492명이 비상근무 체제에 들어갔다.

#### 11월 27일
11월 27일, 행정안전부는 수도권과 강원 지역 등 중부지방과 남부내륙 지방에 대설 특보를 발효하였다. 새벽 3시부터는 중앙안재난대책본부(중대본)를 1단계로 가동, 11시간이 지난 오후 2시부터 2단계로 격상하였다. 대설 위기 경보 수준도 ‘주의’에서 ‘경계’ 단계로 상향 조정하였다. 대한민국 기상청은 28일 오전까지 수도권·충북·전북 지역에 눈이 이어질 것으로 예보하였다.
서울특별시는 26일 오후 6시 발령하였던 제설 비상근무 1단계를 27일 오전 7시부터 2단계로 격상하여, 약 1만여 명의 인력과 약 1,500대의 제설 장비를 투입하였다. 오전 7시, 서울 동북권 일부 지역의 적설량이 20cm를 돌파하는 등 1907년 10월 근대적 기상관측을 시작한 이래 11월  기준 적설 최고치를 기록하였다.
11월 27일 오전, 전주기상지청은 진안군에 대설경보를, 무주군·장수군·남원시·순창군·임실군에 대설주의보를 발효하고 재난대책본부 1단계 비상근무를 가동하였다. 도는 재난취약계층에 대한 재난도우미 등 전화 및 방문 안부 확인 시스템을 강화하였다.
- 11월 27일 주요 지역 적설량 (오전 10시)[3][8]
  - 수도권
    - 서울 15.0 cm

  - 강원도
    - 원주 12.9 cm
    - 평창 대화  22.8 cm
    - 홍천 12.3 cm
    - 횡성 청일 12.4 cm
    - 춘천 남산 12 cm

  - 전라남도
    - 진안 18.7 cm

  - 경상북도
    - 봉화 3.9 cm

이상민 행정안전부 장관은 “폭설로 인한 국민 불편을 최소화하기 위해 모든 역량을 결집해 대응하겠다"고 말하며 도로결빙 사고와 출퇴근 시간대 교통혼잡 등을 막기 위해 관계기관에 안전조처할 것을 지시하였다.
윤석열 대통령은 국민의 피해가 발생하지 않도록 철저히 관리할 것을 관계 부처에 지시하였다.
경기도는 재난안전대책본부 비상 대응 단계를 2단계에서 3단계로 격상했다.

#### 11월 28일
- 11월 28일 주요 지역 적설량 (오전 9시)[17]
  - 수도권
    - 용인 백암 45.4 cm
    - 수원 42.8 cm
    - 군포 금정 41.4 cm
    - 서울 관악 40.8 cm
    - 서울 27.1 cm
    - 안양 만안 40.3 cm
    - 인천 25.2 cm

  - 강원도
    - 원주 치악산 29.3 cm
    - 평창 대화  31.7 cm
    - 홍천 내면 24.8 cm
    - 횡성 청일 26.8 cm
    - 춘천 0.4 cm

  - 전라권
    - 장수 24.6 cm
    - 진안 24.2 cm
    - 무주 덕유산 22.1 cm
    - 임실 9.5 cm
    - 순창 복흥 8.3 cm

  - 충청권
    - 진천 위성센터 40.6 cm
    - 음성 금왕 25.5 cm
    - 충주 노은 18.4 cm
    - 제천 백운 18.2 cm
    - 천안 15.0 cm
    - 청주 0.2 cm

  - 경상권
    - 봉화 석포 9.1 cm

  - 제주도
    - 삼각봉 25.3 cm
    - 사제비 18.1 cm
    - 영실 16.6 cm
    - 어리목 12.1 cm
    - 한라산 남벽 8.3 cm

### 지역별 피해

#### 수도권

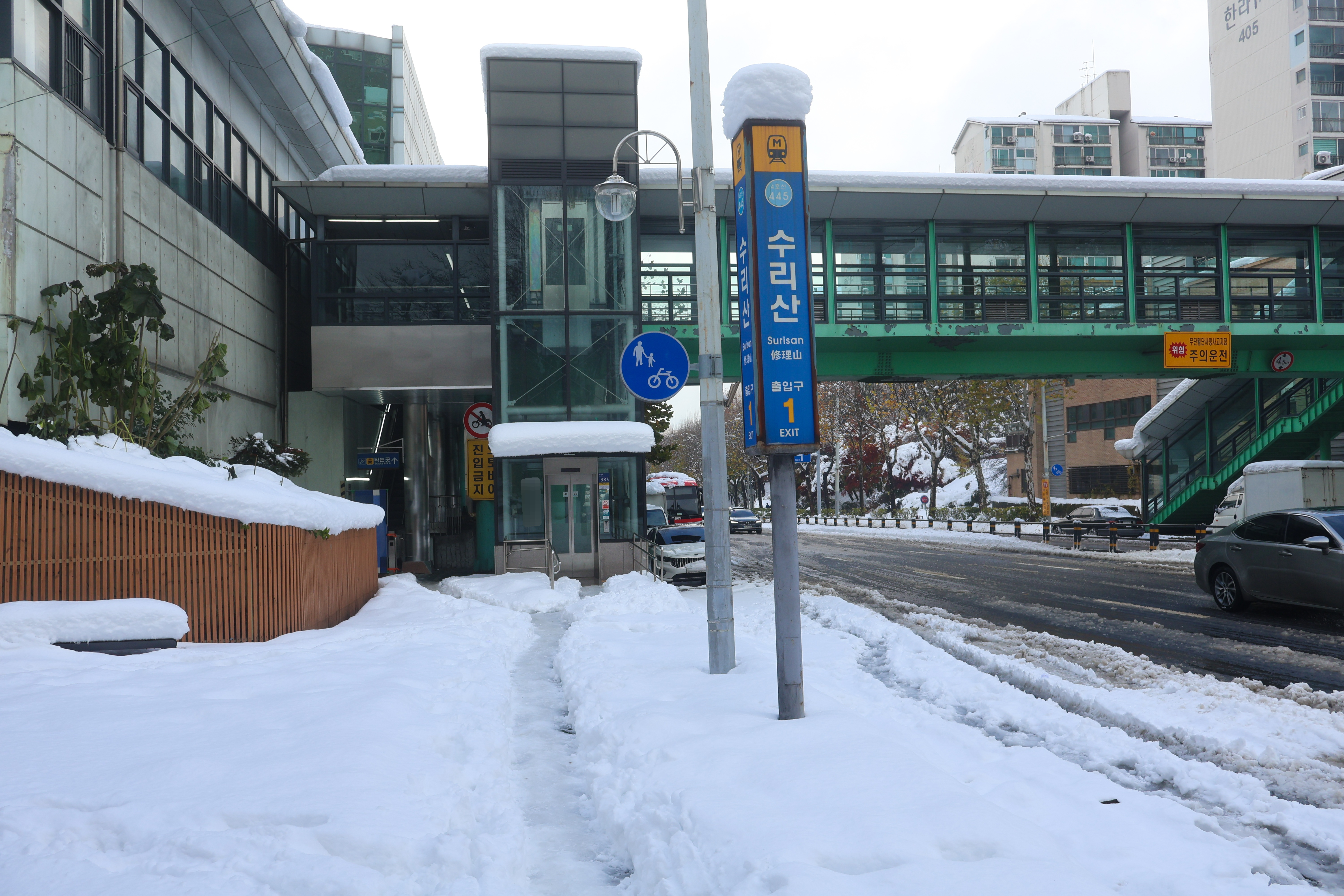
군포시 산본동 수리산역 (11월 28일)

11월 27일, 자하문삼거리∼북악골프장, 삼청터널, 자하문삼거리∼사직공원 초입, 감사원∼우정공원 등 서울의 4개 구간 도로가 폐쇄되었으며, 인왕산로와 북악산로, 삼청동길, 와룡공원길 등 4곳의 도로 통행이 통제되었다. 서울시 교통정보시스템 집계 결과, 오전 8시 30분 기준 도심 차량의 통행 속도는 시속 15.6km, 전구간 평균은 18.0km로, 평시 속도보다 약 5km 느렸다.
11월 27일, 한국철도공사는 수도권 전철 1호선 6회, 수인분당선 3회, 경의중앙선 2회, 경춘선 1회, 경강선 1회 등 증편 운행을, 1∼8호선의 러시아워 운행 시간을 기존보다 30분 연장, 오전 9시 30분까지로 연장 운행하였으나, 차량 기지에서 열차를 출고하는 작업에 지연이 발생하여 열차 운행이 한때 10분 가량 지연되었으며, 일부 역에서는 스크린도어에 장애가 발생하기도 하였다. 한국고속철도(KTX) 등 여러 대의 일반 열차 또한 일부 지연되었다.
중앙선 팔당역 ~ 덕소역 사이 선로 위로 나무가 쓰러지면서 열차 운행이 지연되었다.
오전에는 폭설로 가로수가 쓰러지면서 성북구의 174가구에 정전이 발생하였다.
은평구 증산동에서는 전신주가 넘어가면서 일대 정전이 발생했다. 오후 7시 26분경, 평택시 도일동의 골프연습장에서 제설 작업 중 상부 철제 그물이 무너져 내려 1명이 숨지고, 2명이 경상을 입었다. 오후 11시 30분경 용인서울고속도로 용인 방면 광교상현IC 부근에서 화물차와 승용차 6대 등이 부딪히는 7중 추돌사고가 나 2명이 부상을 입었다.
화성시에서는 11월 28일 오전 2시 40분경 봉담읍 내리 일대에서, 오전 4시 17분경 서신면 홍범리 일대에서 정전이 발생하였다.
28일 오전 수원역에서는 수인분당선 열차가 지연되었다. 같은 날 정오에는 안양시에 위치한 농수산물시장 건물의 지붕이 무너져 내려 1명이 부상당했다.

#### 강원특별자치도
11월 27일 오전 6시 40분경, 홍천군 서석면 수하리 서울양양고속도로 서울 방면 서석터널 진입 전 구간에서 눈길에 미끄러진 승용차를 뒤따르던 덤프트럭이 들이받았고, 뒤따르던 승용차 3대가 연쇄 추돌하여 5대 간 추돌사고가 발생하였다. 이 사건으로 1명이 사망하고 6명이 중상을 입었다.
또한, 곳곳에서 도로에 나무가 쓰러졌다는 신고가 접수되었으며, 제주발 오전·오후 비행기 2편이 결항하였다. 또한, 설악산·오대산 등 국립공원 탐방로 54곳의 출입이 통제되었다. 고성군에서는 군도 8호선의 6.6㎞ 구간이 전면 통제되었다.
11월 27일 오후 5시 50분경, 원주시 호저면 만종리 지방도 제409호선 만종교차로 부근에서 53중 추돌사고가 발생하였다.

#### 전북특별자치도
11월 27일 오전 8시경, 진안군 진안읍 익산포항고속도로에서 25톤 화물 트레일러가 전도되어, 적재되어 있던 위험 물질이 유출되었다.

#### 충청남도
11월 27일 오후 9시 9분 천안시에서 서북구 일대가 정전이 발생했다.

#### 충청북도
11월 29일 음성군에서 눈으로 인한 합선으로 공장에서 화재가 발생했으며, 창고 지붕이 무너지며 70대 1명 사망했다.

## 같이 보기
- 2004년 3월 한국 중부 폭설
- 2010년 1월 4일 한국 중부 폭설
- 2021년 한반도 한파 및 폭설 사태
- 2025년 1월 대한민국 폭설